# Kalahumoku I
Kalahumoku I (Kalahuimoku) bio je havajski plemić, princ ostrva Molokaija na drevnim Havajima. Bio je i vladar Hāne, iz dinastije Pili.
Njegov otac je bio kralj Havaja (Hawaiʻi), Kanipahu. (Dinastija Pili bila je zapravo ogranak dinastije Paumakue.) Kalahumoku je bio povezan sa kraljevima ostrva Mauija.
Njegova majka je bila princeza Hualani od Molokaija, ćerka kraljice Kamaulivahine. 
Njegov je brat bio princ Kanaloa, otac kralja Kalape.
Kanipahua je svrgnuo Kamaiole, koji bi verovatno dao ubiti Kanalou i Kalahumokua, no njih su dvojica vaspitani daleko od dvora.
Kalahumoku je postao princ Hāne na Mauiju.

## Potomstvo
Kalahumoku je oženio ženu zvanu Laamea (havajski Laʻamea); njihov sin je bio princ Iki-a-Laamea, koji je oženio Kalameju; ona mu je rodila sina zvanog Kamanava-a-Kalamea, koji je oženio Kainu (Kaiua), od koje je dobio dete zvano Onakaina, čiji je supružnik bio/bila Kuamakani. Njihovo je dete bilo nazvano Kanahae-a-Kuamakani, čije je dete bilo prozvano Kuleana-a-Kapiko. Dete te osobe bila je Akahiakuleana, čiji je sin bio kralj Umi-a-Liloa.